# Национальная космическая программа Украины
Общегосударственная целевая научно-техническая космическая программа Украины реализуется согласно закону Украины «О космической деятельности» (1996), разрабатывается на 5 лет и утверждается Верховной Радой Украины по представлению Кабинета Министров Украины. Формируется Национальным космическим агентством Украины вместе с соответствующими центральными органами исполнительной власти и НАН Украины, исходя из целей и основных принципов космической деятельности в стране.

## Направления работ
На основании национальной космической программы Украины осуществляются:
- определение потребностей в космической технике гражданского, оборонного и двойного назначения;
- заключение контрактов в соответствии с действующим законодательством;
- проведение научно-исследовательских работ и производство космической техники на текущий год, утверждаемой Правительством Украины;
- выделение средств из государственного бюджета для финансирования космической деятельности по государственным заказам;
- подготовка кадров за счет бюджетных средств и принятие мер по социальной защите персонала объектов космической деятельности;
- обеспечение поддержки и совершенствования объектов космической деятельности наземной инфраструктуры, а также востребованного уровня безопасности космической деятельности;
- обеспечение международного сотрудничества в космической сфере, в том числе участия Украины в международных космических проектах.

На основе национальной космической программы Украины на 1998-2002, принятой Верховной Радой 23.XII 1997, поставлены следующие задачи:
- содействие стабильному социально-экономическому развитию как главному фактору повышения качества жизни граждан Украины;
- развитие космической науки, осуществления научных исследований Земли и космического пространства;
- обеспечение интересов государства в сфере национальной безопасности и обороны.

## Приоритеты
Приоритеты реализуются по четырём целевых программах:
- космические технологии (телекоммуникация, навигация и дистанционное зондирование Земли);
- развитие космических средств;
- использование космических средств;
- научные космические исследования и космическая деятельность в интересах безопасности и обороны Украины.